# 킹콩

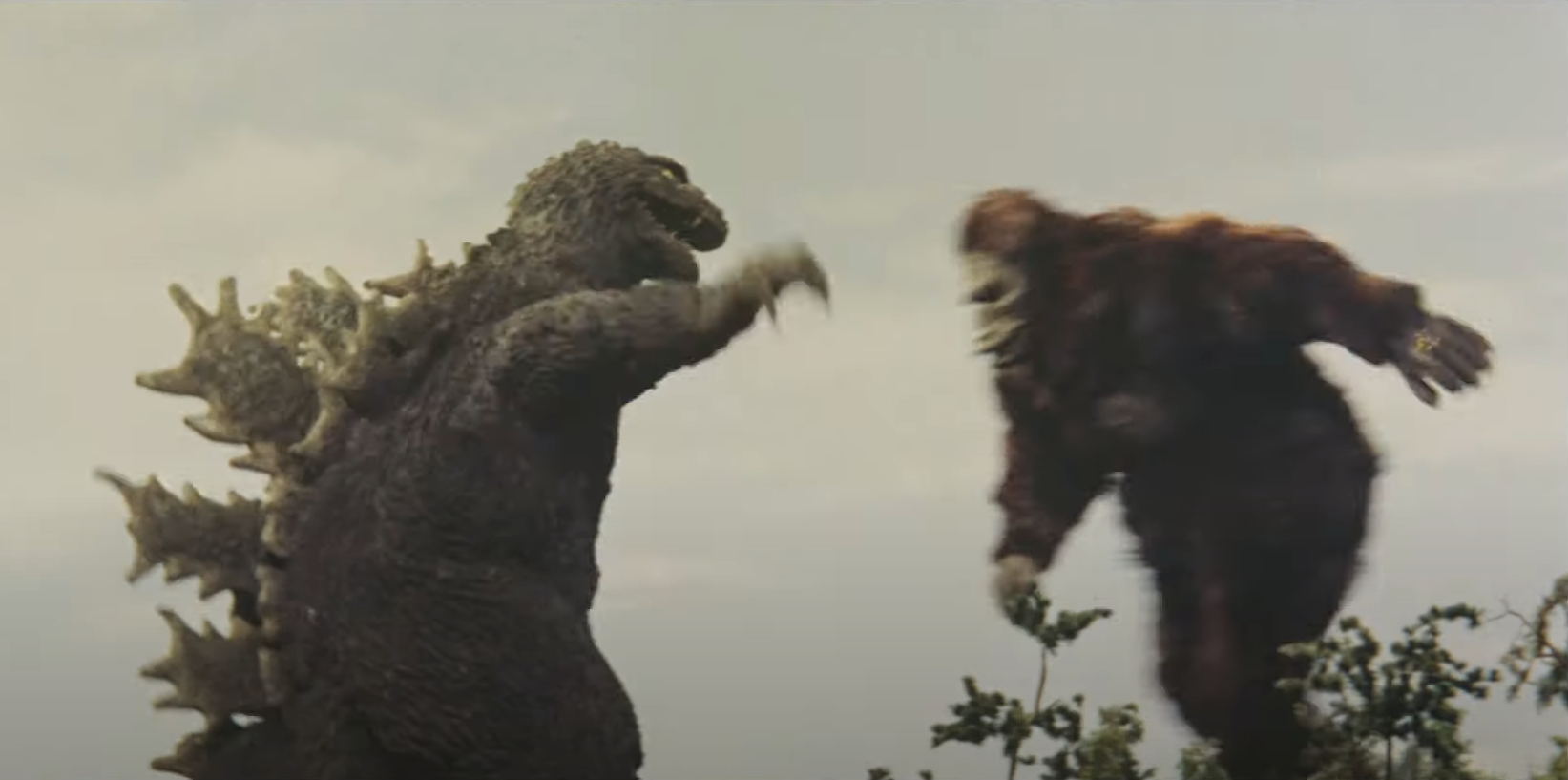
킹콩 대 고질라(1962년)

킹콩은 가상의 장소인 해골섬에서 온 거대한 고릴라에 대한 이야기로, 1933년 처음 영화로 개봉된 이래 두 차례 개작되었으며, 여러 속편과 패러디물이 있다. 책이나 게임으로도 제작되었다.

## 줄거리
원작에서 주인공 고릴라의 이름은 '콩'(Kong)이며, 인도네시아에 있는 해골섬에 있는 원주민이 고릴라를 지칭하는 말이다. 그 섬에서 콩은 거대한 뱀, 익룡, 공룡과 같이 산다. '킹'이라는 명칭은 전시하기 위해 콩을 잡아서 뉴욕 시로 데려가는 칼 덴헴이 붙인 말이다. 콩은 탈출하고 엠파이어 스테이트 빌딩(1976년 개작에서는 세계 무역 센터)에 올라가 그곳에서 결국 최후를 맞는다.

## 영화
- 《킹콩》(1933) : 첫 킹콩 영화
- 《킹콩의 아들》 (1933)
- 《킹콩 대 고지라》(King Kong vs. Godzilla, 1962년)
- 《킹콩》(1976) : 두 번째로 만들어진 킹콩 영화
- 《킹콩의 대역습》 (1976) : 한국에서 최초로 만들어진 킹콩 영화
- 《킹콩》(2005) : 세 번째로 만들어진 킹콩 영화
- 《콩: 스컬 아일랜드》(2017) : 네 번째로 만들어진 킹콩 영화
- 《고질라 vs 콩》(2021) : 다섯 번째로 만들어진 킹콩 영화
- 《고질라 X 콩: 뉴 엠파이어》(2024) : 여섯 번째로 만들어진 킹콩 영화